# Shōri Hamada
Shōri Hamada (濵田 尚里?, Hamada Shōri; Kirishima, 25 settembre 1990) è una judoka giapponese.

## Palmarès
- Giochi olimpici

Tokyo 2020: oro nei 78 kg.
- Mondiali

Baku 2018: oro nei 78 kg.
Tokyo 2019: oro nella gara a squadre e argento nei 78 kg.
- Campionati asiatici

Hong Kong 2017: oro nei 78 kg e nella gara a squadre.
- Universiadi

Shenzhen 2011: oro nella gara a squadre.

### Vittorie nel circuito IJF
| Data             | Località | Paese    | Categoria  |
| ---------------- | -------- | -------- | ---------- |
| 22 novembre 2015 | Tsingtao | Cina     | Grand Prix |
| 1º ottobre 2017  | Zagabria | Croazia  | Grand Prix |
| 3 dicembre 2017  | Tokyo    | Giappone | Grand Slam |
| 5 luglio 2019    | Montréal | Canada   | Grand Prix |